# Église de la Trinité de Salzbourg
Pour les articles homonymes, voir Église de la Sainte-Trinité.
L'église de la Trinité (Dreifaltigkeitskirche) est l'église la plus grande de la vieille ville de Salzbourg sur la rive droite de la Salzach, datant de l'époque des princes-évêques. Elle fut construite par Johann Bernhard Fischer von Erlach.

## Historique
L'église de la Trinité a été construite de 1694 à 1702 sous le règne du prince-évêque von Thun und Hohenstein (1643-1709) et consacrée encore inachevée en 1699. Elle est contemporaine de l'église Saint-Jean (Johanniskirche), construite également par Johann Bernhard Fischer von Erlach et s'inspire de l'église Sainte-Agnès de la place Navone de Rome. Bernhard Michael Mandl collabore aussi à l'édification de l'église, ainsi que des sculpteurs et maîtres d'œuvre, comme Wolf Weißenkirchner le Jeune, Mathias Wilhelm Weißenkirchner, Sebastian Stumpfegger, Andreas Götzinger, Lorenz Dräxl, etc. Les tours ont été reconstruites en 1818 après un incendie.
L'intérieur de l'église est de forme oblongue ou ovale allongé, avec une petite partie en forme de croix surplombée de la coupole à tambour décorée de fresques de Johann Michael Rottmayr. La Vierge Marie est représentée couronnée par la Trinité aidée de l'archange saint Michel, dans un cortège d'anges, de prophètes, de saints, de dix saints papes, groupés sur des nuages, donnant ainsi une impression de légèreté, mais aussi de grandeur. Cette œuvre magistrale illustre ainsi l'Histoire sainte et l'Histoire de l'Église. On aperçoit la colombe du Saint-Esprit dans la lanterne. Tout est conçu pour que se dégage de cet intérieur baroque la conception d'alors de l'Église triomphante, Ecclesia triumphans.
Les stucs sont d'Andrea Sallari et de Johann Baptist Redi, le maître-autel (1700), d'après un plan de Fischer von Erlach, est surmonté de sculptures représentant les trois Personnes de la Trinité et flanqué d'anges agenouillés. Le reliquaire de saint Ernest a été créé par Otto Prossinger en 1959. Le tableau de l'autel de droite représentant Notre-Dame de Grâces date du XVIe siècle, avec un cadre baroque de Sebastian Stumpfegger.
Dans le transept gauche, on trouve les plaques funéraires de plusieurs chevaliers de l'Ordre de Saint-Rupert, ainsi que le cœur de Mgr von Thun dans un sarcophage dessiné par Fischer von Erlach.
De chaque côté de l'église, se trouvent les bâtiments symétriques dits de la Maison des Prêtres qui abritaient autrefois le Collegium Virgilianum pour les étudiants de la noblesse pauvre, à ses débuts. On peut admirer une fontaine (1741), avec saint Pierre et différentes têtes animales de bronze, sculptée par Josef Anton Pfaffinger (de). La chapelle des prêtres abrite une Madone de 1450 et une Crucifixion du XVIe siècle.

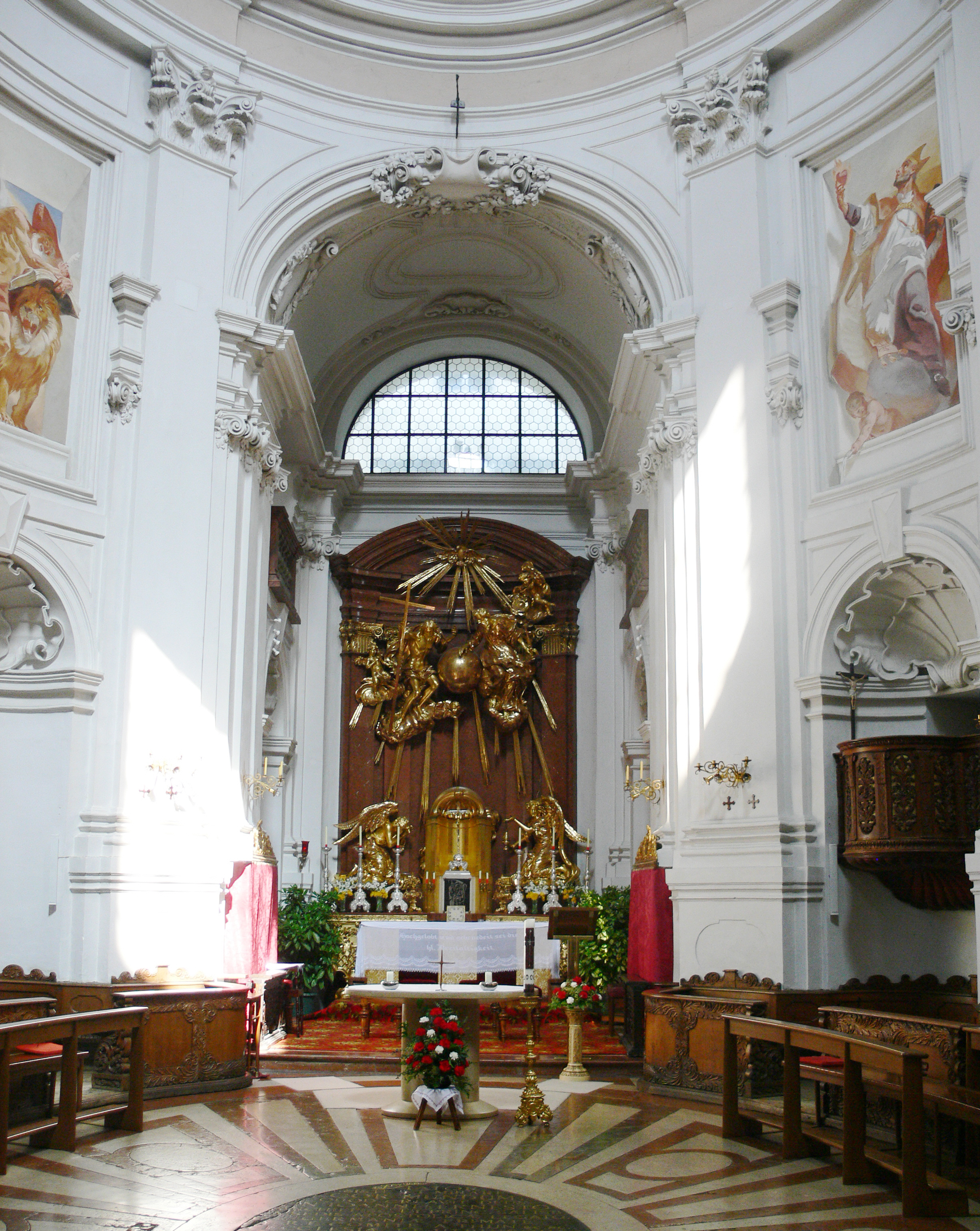
Vue du maître-autel
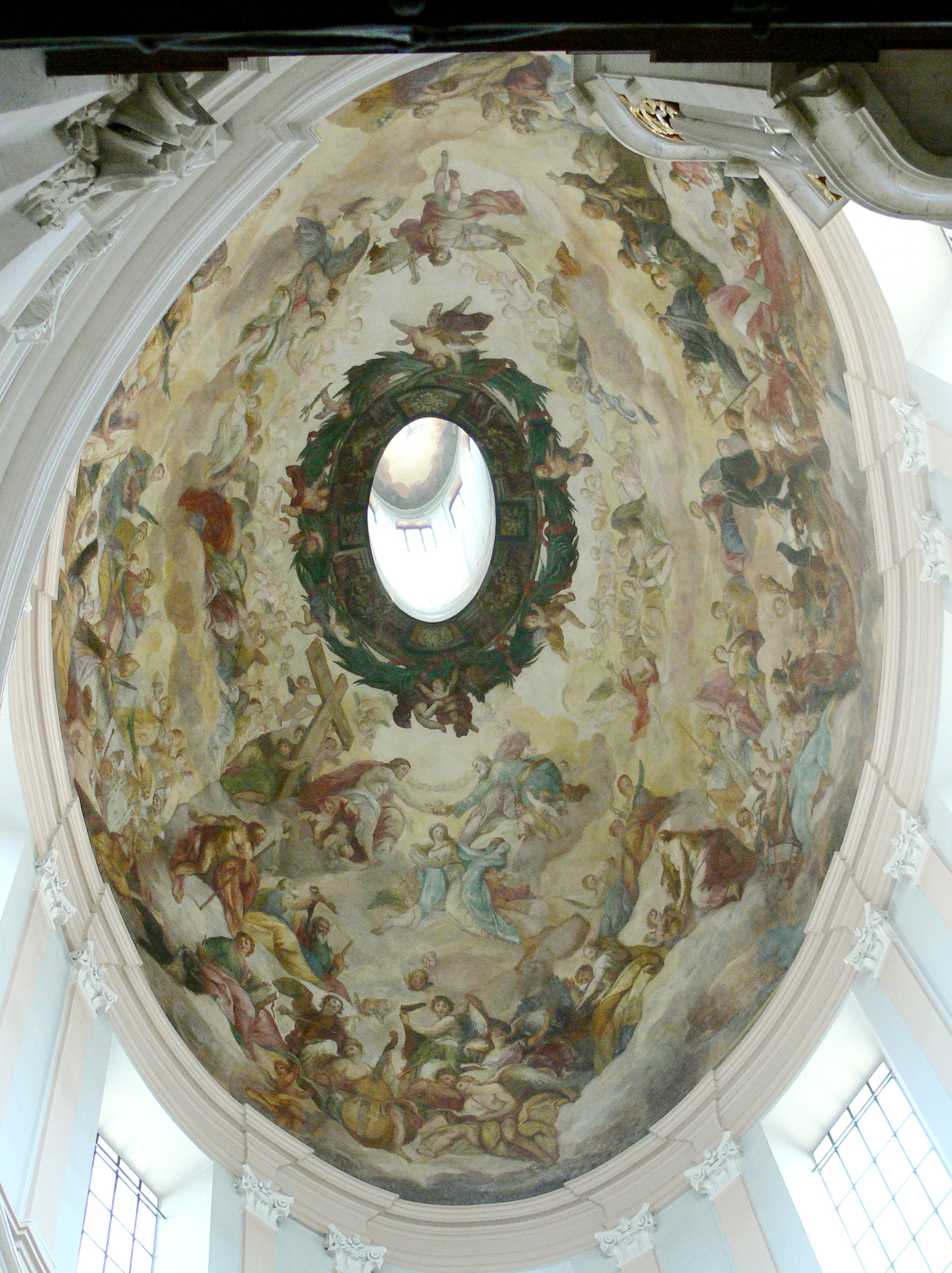
Vue de la fresque de la coupole par Johann Michael Rottmayr

## Sources
- (de) Cet article est partiellement ou en totalité issu de l’article de Wikipédia en allemand intitulé « Dreifaltigkeitskirche (Salzburg) » (voir la liste des auteurs).